# Saunders Island (ö i Falklandsöarna)
Saunders Island är en ö i territoriet Falklandsöarna (Storbritannien). Den ligger i den nordvästra delen av landet. Arean är 132 kvadratkilometer.
Terrängen på Saunders Island är lite kuperad. Öns högsta punkt är 430 meter över havet. Den sträcker sig 17,3 kilometer i nord-sydlig riktning, och 19,6 kilometer i öst-västlig riktning. Saunders Island består i huvudsak av gräsmarker.